# Тростян

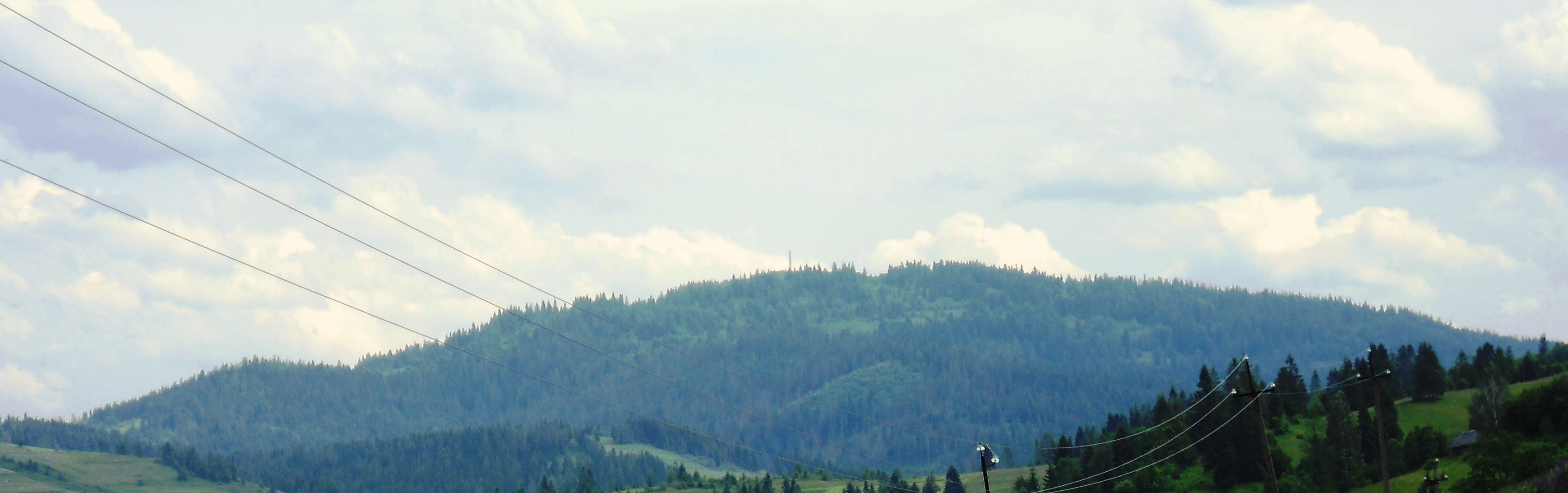
Краєвид гори Тростян (1235 м) у Славську з села Плав'є

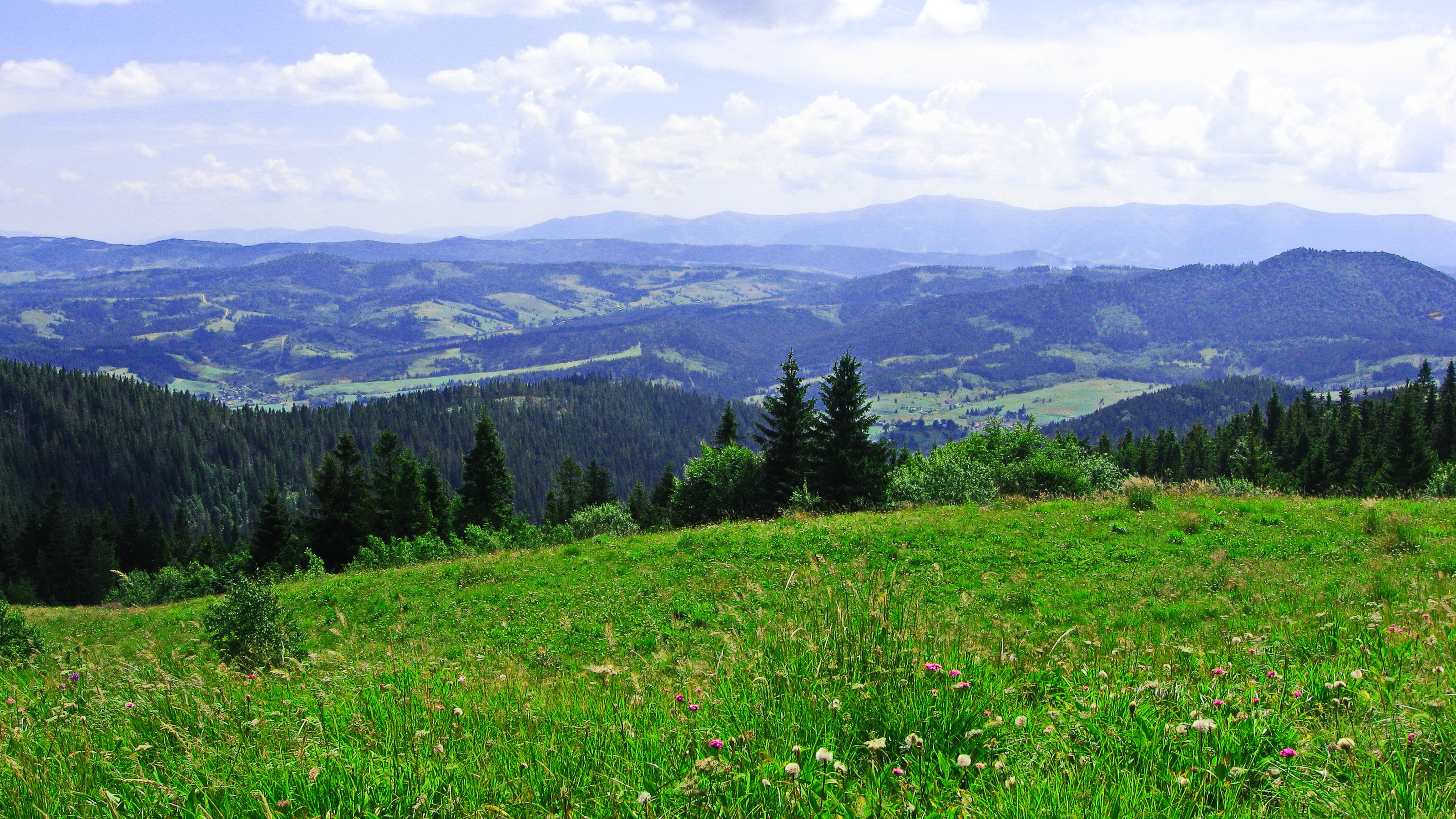
Вид з гори Тростян

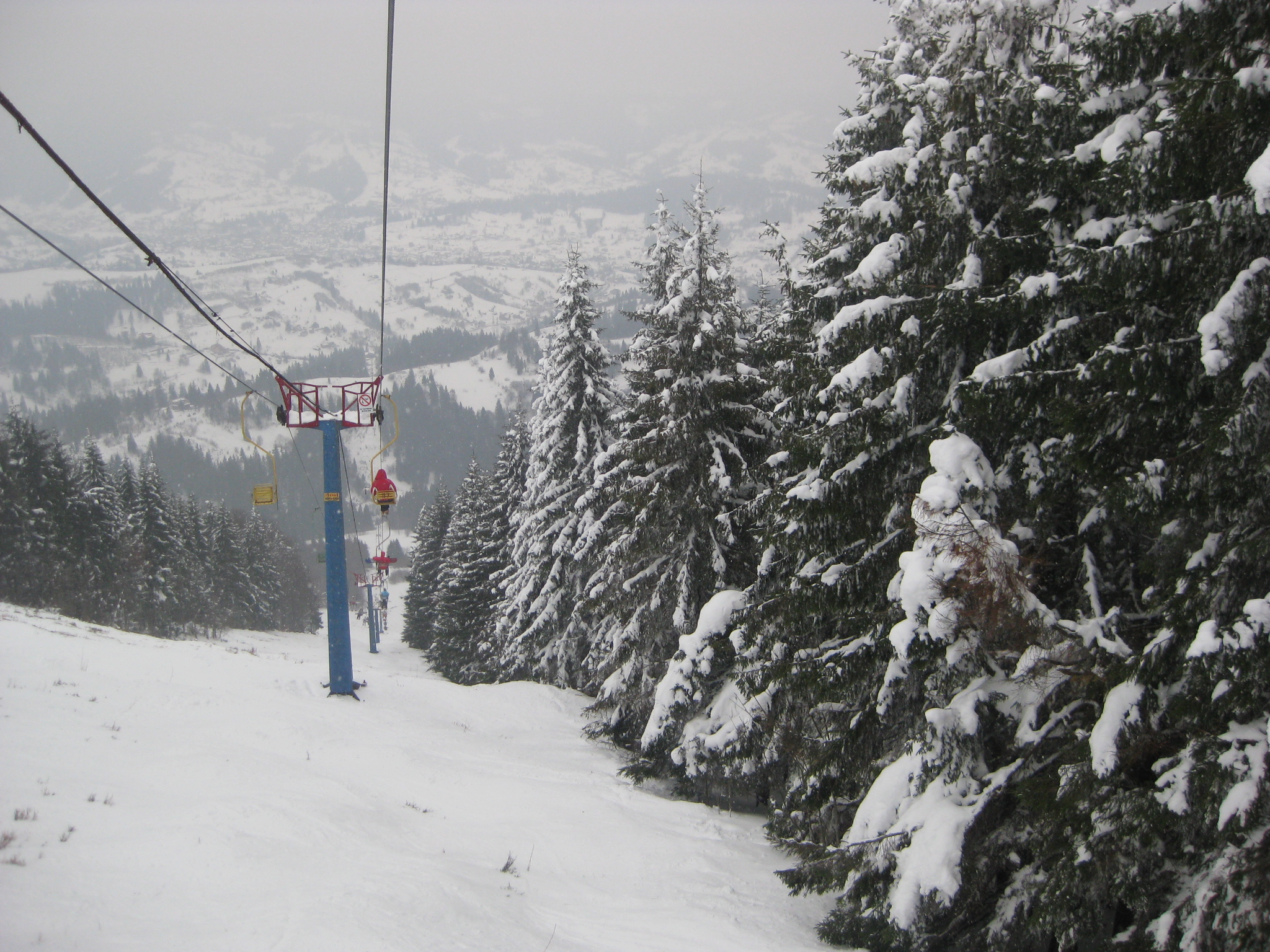
Канатна дорога на Тростяні

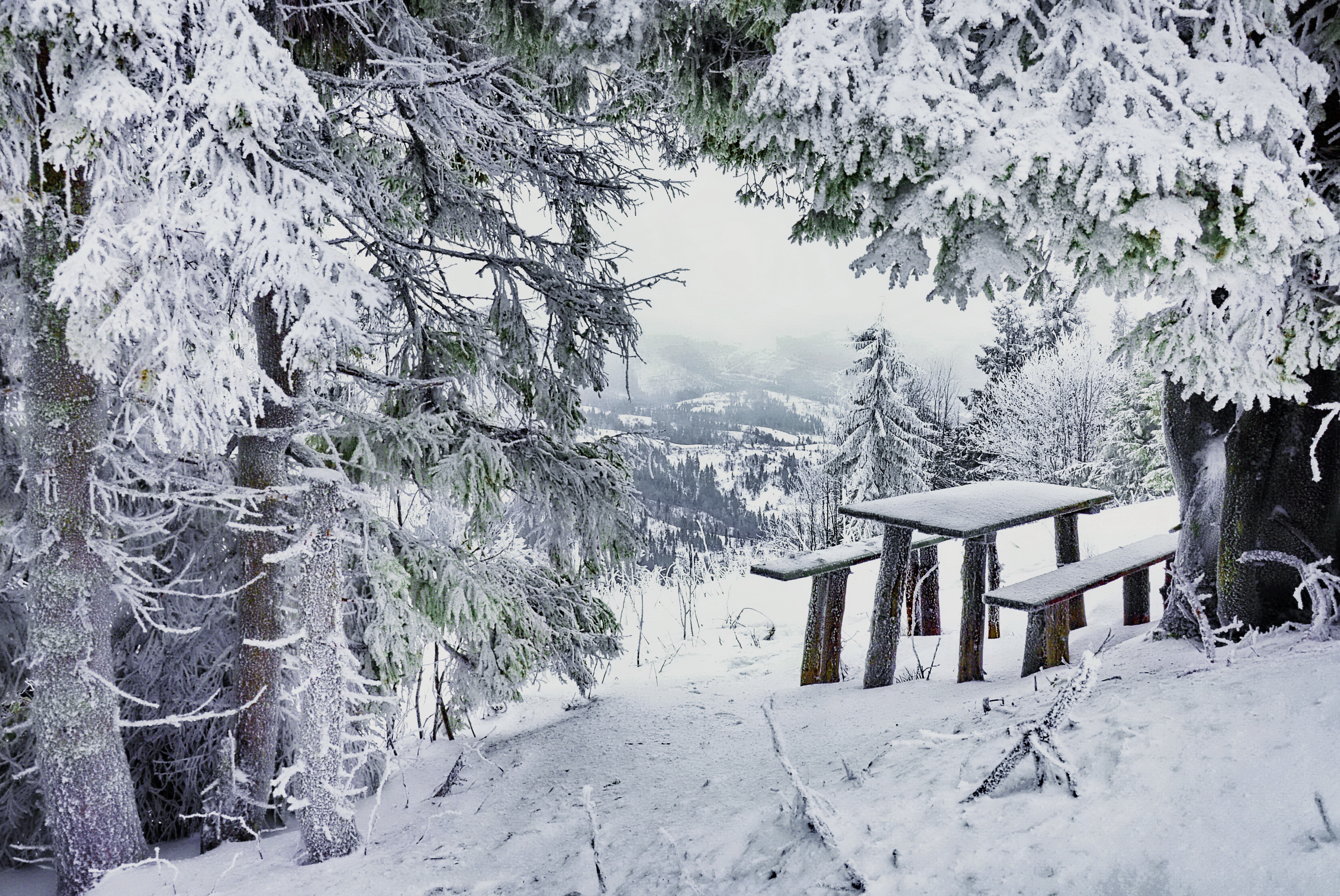
Зимовий вид з гори Тростя́н

Тростя́н — гірська вершина в масиві Сколівських Бескидів (Українські Карпати), в межах Сколівського району Львівської області, на захід від селища Славсько.
Висота гори 1232 м.. Підноситься на відокремленому масиві хребта, обмежена долинами річок Опору і Головчанки. Складена переважно з пісковиків. Північно-східні схили круті (30—40°), вкриті смерековим лісом, південні — виположені, малолісисті. Вершина плоска, привершинна частина полога, вкрита трав'яною рослинністю.
На горі є схили для катання на гірських лижах в східному, північному та західному напрямках, завдовжки від 1500 м до 2000 м, різної складності, залежно від майстерності та фізичної підготовки.
Центральні схили — дві канатно-бугельні дороги, завдовжки по 1000 м.
Північні схили — одна бугельна дорога, завдовжки 1200 м.
Західні схили — три канатно-бугельні дороги, завдовжки по 1000 м. 
На всіх схилах, при бажанні, можна смачно поїсти, а також пригоститися слабоалкогольними та іншими, зокрема гарячими, напоями.
На вершину гори можна добратись з нижньої станції крісельної дороги, завдовжки 2750 м.

## Цікаві факти
На горі Тростян відбувся перший в СРСР зліт дельтапланеристів, який зібрав 25 спортсменів з 11 міст України, Росії та Латвії.[джерело?]